# Mantecado
En Cuba, España, Filipinas, México, Republica Dominicana y Venezuela se conoce por mantecado un sabor de helado
El mantecado es un dulce típico de la repostería española, caracterizado por ser amasado con manteca de cerdo y consumido en cualquier época del año, especialmente en Navidad.
Su origen es andaluz, unos dicen que de Estepa y otros de Antequera. Su popularidad se ha extendido a otras regiones y localidades de España, en las que se elaboran mantecados de calidad como en Rute, Toledo o en la provincia de Valladolid, especialmente los de Portillo y Tordesillas.

## Origen

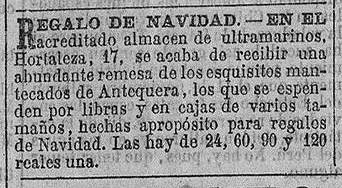
Anuncio de mantecados en la prensa madrileña de 1864.

El origen del mantecado data del siglo XVI propiciado por el excedente de cereales y manteca de lechón que se daba en esta parte de Andalucía. Existe incluso un antiquísimo fresco que decora el salón de plenos del ayuntamiento de Antequera con una referencia clara a los mantecados que allí se hacían. Todo apunta a que fue allí donde se elaboró la originaria receta del mantecado. Incluso, mucho antes de que empezaran a adquirir fama los mantecados de cercanas tierras sevillanas, las fábricas de mantecados de Antequera eran proveedoras de la Casa Real.[cita requerida]
En aquellos tiempos Estepa tenía una notable cabaña de ganado porcino que pastaba libremente en grandes extensiones de encinar. Los árboles desaparecieron en el siglo XVIII, eliminados por las tropas francesas para evitar que allí se escondieran los guerrilleros y posteriormente los bandoleros. Quedando el paisaje tal y como ahora se conoce; llanura de cereal.
Por esas fechas, ya se elaboraban "tortas de manteca" en las casas del pueblo y en el Convento de Santa Clara, según demuestran sus archivos históricos que nos hablan de los recipientes utilizados en su elaboración.
El inicio de la comercialización del mantecado se produjo a mediados del siglo XIX, cuando el ferrocarril permitió a los obradores antequeranos enviar sus productos a Madrid en una sola jornada. 
Unos años después, Filomena Micaela Ruiz Téllez, conocida por el apodo "La Colchona", entregó parte del sobrante de su producción a su marido, que era transportista de Estepa a Córdoba, para que los vendiera en los mercados por los que pasaba. El éxito de Micaela se basó en una mejora sencilla a la par que ingeniosa: secarlos. Gracias a esto, el mantecado resistía mejor el transporte y almacenaje, conservando sus cualidades durante más tiempo como si acabase de salir del fuego, si bien es cierto que perdía en parte la textura suave y mantecosa que posee el producto cuando no se seca.
En 1889 había alrededor de quince casas en Estepa que se habían convertido en pequeñas fábricas y poco a poco se fueron abriendo a mercados cada vez más lejanos. En 2011 se reconoció esta denominación de origen protegida.

## Clases de mantecados
Los mantecados se clasifican principalmente por sus ingredientes y forma geométrica. Algunos de los más clásicos son:

### Por ingrediente
- Mantecado de canela y sésamo: con sésamo y esencia de canela, pero de fabricación industrial.
- Mantecado de almendra: con almendra triturada o en polvo.
- Mantecado doble de canela: mantecado artesano típico de Antequera.
- Mantecado de chocolate: con sabor a chocolate.
- Mantecado de limón: con el sabor de ralladura de limón.
- Hojaldrina: compuesto por finas láminas de hojaldre y espolvoreado con azúcar glas.

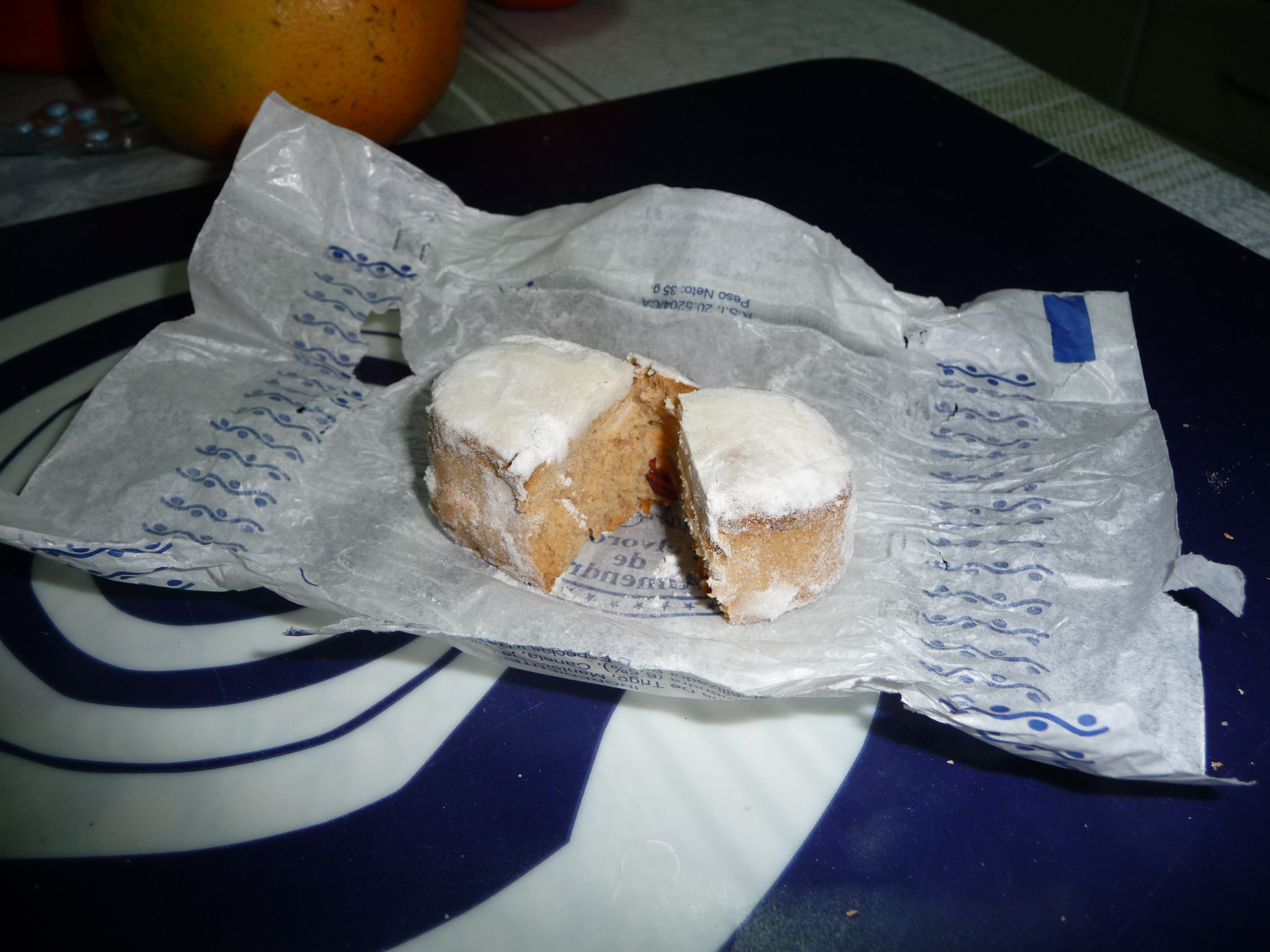
Polvorón.

- El polvorón es una especialidad incluida dentro de los mantecados, pero en cuya elaboración no sólo se emplean los ingredientes característicos de los mantecados, sino que, además, lleva siempre almendra en distintas proporciones, según su categoría (extra, suprema, etc.). Además, presenta una forma más alargada, ovalada que los mantecados y va recubierto de azúcar en polvo o azúcar glasé.[2][3]
- Mantecado de coco

### Por origen
- Mantecado de Gilena, localidad vecina de Estepa.
- Mantecado de Estepa
- Mantecado de Portillo, típico de Portillo en la provincia de Valladolid.